# إدوارد أ. ستيفنسون
إدوارد أ. ستيفنسون هو سياسي أمريكي، ولد في 15 يونيو 1831 في لوفيل في الولايات المتحدة، وتوفي في 6 يوليو 1895 في مقاطعة مونتيري في الولايات المتحدة. نشط حزبياً في الحزب الديمقراطي. وقد انتخب Governor of the Territory of Idaho ‏ (29 سبتمبر 1885 – 1 أبريل 1889) وانتخب عضو جمعية ولاية كاليفورنيا ‏.